# Château de Cieurac
Le château de Cieurac est situé sur la commune de Cieurac, dans le département du Lot.

## Historique
Le château actuel a été construit sur les bases d'ancien château fort du XIIIe siècle dont il subsiste des vestiges aux extrémités nord et sud du corps de logis. Le château appartenait à la famille de Cardaillac, coseigneurs de Cardaillac, de Saint-Cirq-Lapopie et seigneurs de Cieurac. Il est occupé et pillé par les Anglais entre 1356 et 1358. Le château est racheté par les consuls de Cahors et en doublèrent la défense. Puis ils le restituèrent à la famille de Cardaillac après la guerre de Cent Ans.
Raymond de Cardaillac avait participé à la Ligue du Bien public avec d'autres seigneurs de Guyenne. En 1487, sur ordre d'Anne de Beaujeu, les armées du roi Charles VIII détruisirent le château des Cardaillac à Saint-Cirq-Lapopie. Raymond de Cardaillac décida alors de reconstruire le château de sa famille à Cieurac. Raymond de Cardaillac (1450-1501) participa à la première guerre d'Italie avec Charles VIII. Il est mort en 1501. Le début de la reconstruction a dû commencer peu avant 1501.
Son fils, Jean-Jacques de Cardaillac (1476-1515), conseiller et chambellan du roi, gouverneur et sénéchal de Quercy à partir de 1500. Il détenait des droits sur le fief de Cardaillac et les seigneuries de Cieurac, Aujols, Biars et Concots. Il a continué la construction du château.
En février 1503, Jean-Jacques de Cardaillac a épousé Jeanne de Peyre (1480-1509), fille d’Astorg de Peyre en Gévaudan. Ses armoiries ont été sculptées sur la façade avec celles de son mari.
Leur fils, Antoine-Hector de Cardaillac (vers 1500-1567), marié en 1532 avec Marguerite de Caumont, s'est converti au protestantisme. Il fortifie le château.
Son fils, François Astorg de Peyre-Cardaillac, seigneur de Peyre, marié en 1564 avec Marie de Crussol d'Uzès, fille de Charles de Crussol, vicomte d'Uzès, et de Jeanne Ricard de Genouillac, dame d'Assier, fille de Galiot de Genouillac. Il est tué à Paris au cours de la nuit de la Saint-Barthélemy.Son autre fils, Geoffroy Astorg Aldebert de Peyre-Cardaillac, marié en 1579 avec Marie du Qelennec, meurt en 1608. La branche directe de Cardaillac est sans descendance en 1629.
Le château est transmis en 1629 à un cousin, Jacques Dayrac de Gardemont.
Richelieu fait araser le château d'un étage.
En 1664, par l'alliance de Marguerite Dayrac avec Ramon de Godailh, le château entre dans la famille de Godailh, de Montauban. Jacques de Godailh, baron de Cieurac fait ajouter en 1733 un corps de bâtiment réservé aux cuisines sur le côté nord du château.
Pierre-Jacques de Godailh-Cieurac, maire de Montauban en 1792, est arrêté et guillotiné à Paris en 1794. Le château est pillé et sa chapelle gothique est détruite. Il est acheté par le premier maire du village de Cieurac, le citoyen Caminel. Par héritage, le château est devenu la propriété de la famille Dulac.
La division SS Das Reich à la recherche de résistants mettent le feu au château en juin 1944. L'incendie ne pouvant être maîtrisé, il détruisit la toiture, les plafonds classés Monuments historiques en 1938, les meubles et les archives du château. Le château fut protégé par une toiture provisoire en 1950. Un escalier provisoire est installé en 1956.
En 1974 la famille Dulac a vendu le château à madame Claude Afchain. La restauration du château est alors entreprise.
Le château a été classé au titre des monuments historiques depuis le 2 juin 1938. Avec Montal, Couanac, Cénevières ou Assier, le Château de Cieurac fait partie des plus remarquables châteaux de la Renaissance en Quercy.